# Lee Miller in Hitlers Badewanne
Lee Miller in Hitlers Badewanne ist ein auf mehreren Schwarzweißfotografien abgebildetes Motiv aus dem Jahr 1945. Die Fotos zeigen die Fotografin Lee Miller, wie sie in der Privatwohnung Adolf Hitlers in München ein Wannenbad nimmt. Aufgenommen wurden sie kurz vor dem Ende des Zweiten Weltkriegs von David E. Scherman, mit dem Miller zu dieser Zeit als Kriegsberichterstatterin in Deutschland unterwegs war. 
Eines der Fotos erschien im Juli 1945 in der Vogue, ohne größere Aufmerksamkeit zu erregen. Danach gerieten die Fotografien in Vergessenheit, bis eines von ihnen in den 1980er Jahren – nach Millers Tod – von ihrem Sohn erneut publiziert wurde. Seitdem wurden Fotos von Miller in Hitlers Wanne in zahlreichen Publikationen und Ausstellungen gezeigt und von verschiedenen Wissenschaftlerinnen analysiert. 

## Entstehung

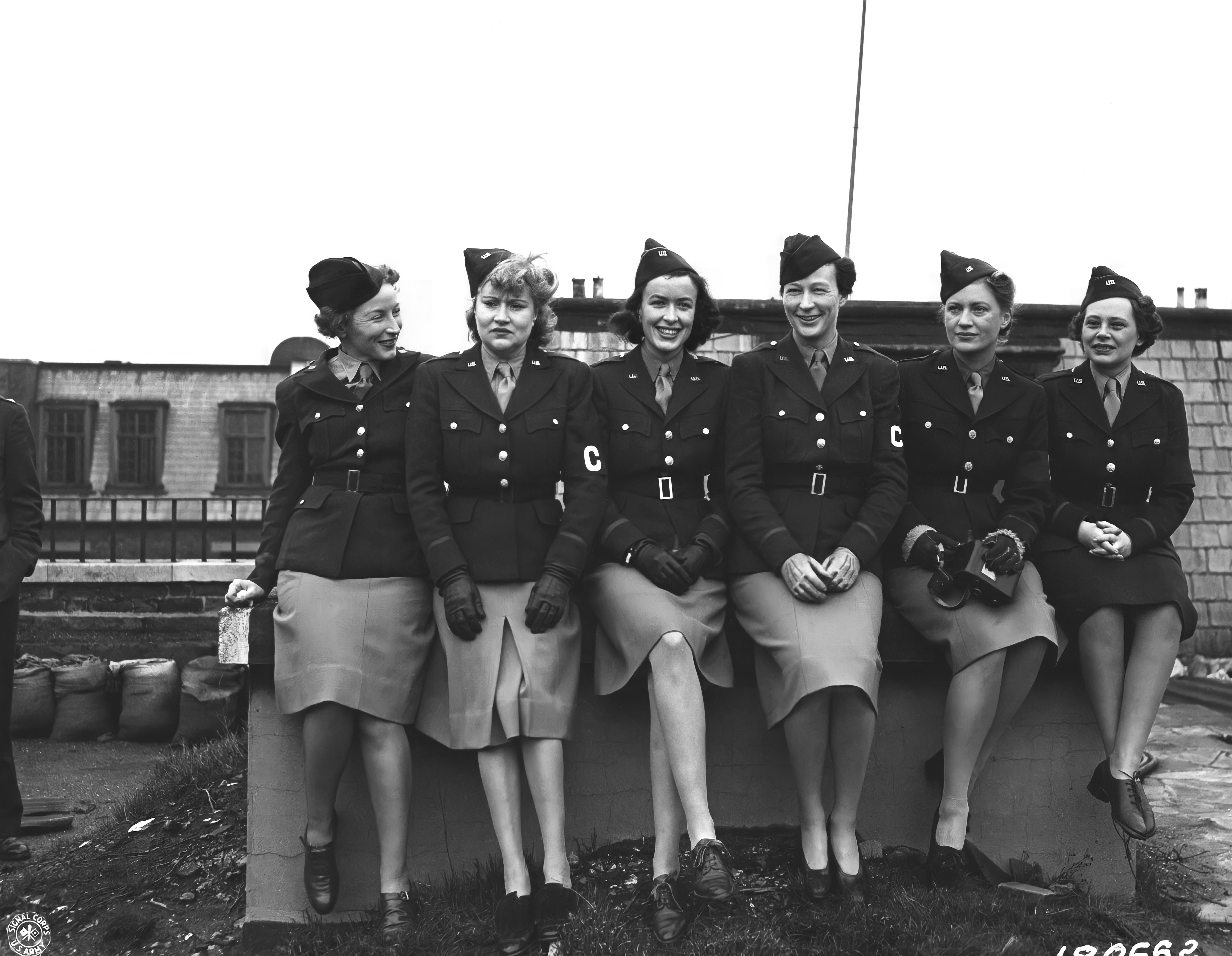
Lee Miller (zweite von rechts) mit fünf anderen US-Kriegsberichterstatterinnen, 1943

Die beiden US-Amerikaner Lee Miller und David E. Scherman lernten sich in London kennen. Scherman berichtete für Life aus Europa, Miller arbeitete dort zunächst als Modefotografin für die Vogue. Sie wandte sich aber bald auch ernsteren Themen zu. So dokumentierte sie die Zerstörung durch die The Blitz genannten Angriffe der deutschen Luftwaffe und die Ausbildung und Arbeit von Marinehelferinnen. 1942 ließ sie sich auf Schermans Vorschlag hin als US-Journalistin akkreditieren. Einen Monat nach der Landung der Alliierten in der Normandie durfte sie das erste Mal von frontnahen Kriegsschauplätzen berichten. Von da an begleitete sie die alliierten Truppen bei ihrem Vormarsch, meist zusammen mit Scherman, mit dem sie zu dieser Zeit auch liiert war. Sie fotografierte unter anderem die Befreiung von Paris, die Kämpfe in den Ardennen sowie die Konzentrationslager Buchenwald und Dachau kurz nach der Befreiung durch die US-Army.
Kontaktabzug mit den acht Fotos aus Hitlers Badezimmer

Link zum Bild

Von Dachau aus fuhren Miller und Scherman am 30. April oder 1. Mai 1945 nach München.  Das 179. Regiment der 45. US-Infanteriedivision hatte in Hitlers Wohnhaus am Prinzregentenplatz einen Kommandoposten eingerichtet. Miller und Scherman verbrachten dort mehrere Tage. Sie fotografierten US-Soldaten in verschiedenen Posen, etwa bei einer Konferenz am Esstisch oder in Hitlers Bett, Mein Kampf lesend. Mehrfach ließ sich auch Miller von Scherman fotografieren, nicht nur in Hitlers Wohnung, sondern auch in der von Eva Braun. Dabei scheint Miller genaue Vorstellungen gehabt zu haben, wo und wie sie abgelichtet werden wollte. Dies gilt auch für die Aufnahmen in Hitlers Badezimmer. Die beiden nutzen hier die Möglichkeit, nach langer Zeit einmal wieder heiß zu baden. Dabei entstanden mit Millers Rolleiflex-Kamera acht Fotos. Nachdem Scherman von Miller sechs Fotos in verschiedenen Posen gemacht hatte, stieg er selbst in die Wanne und ließ sich zweimal von Miller fotografieren. Scherman berichtete später, während der Aufnahmen habe ein Lieutenant mit Seife und Handtuch vor dem Bad gewartet und ungeduldig an die Tür geklopft.

## Beschreibung
Die Schwarzweißfotos zeigen ein Badezimmer. Die Rückwand wird vollständig von der Badewanne eingenommen, in der die nackte Lee Miller sitzt. Die Wände und die Badewanne sind mit glänzenden Fliesen in einem Pastellton gekachelt, der Fußboden ist mit kleinen, dunkleren Fliesen ausgelegt. Auf dem Fußboden liegt eine verschmutzte Matte, auf der dreckige Armeestiefel stehen. An der rechten Wand befinden sich ein Hocker mit geflochtener Sitzfläche sowie ein Tisch mit zwei Schubladen. Auf dem Hocker liegen dunkle Kleidungsstücke und eine Armbanduhr. Auf dem Tisch ist eine Klingelanlage montiert, daneben steht die Skulptur einer nackten Frau. Es handelt sich um Die Ausschauende von Rudolf Kaesbach. Auf der linken Seite gegenüber dem Tisch ist der Teil eines Waschbeckens zu erkennen.

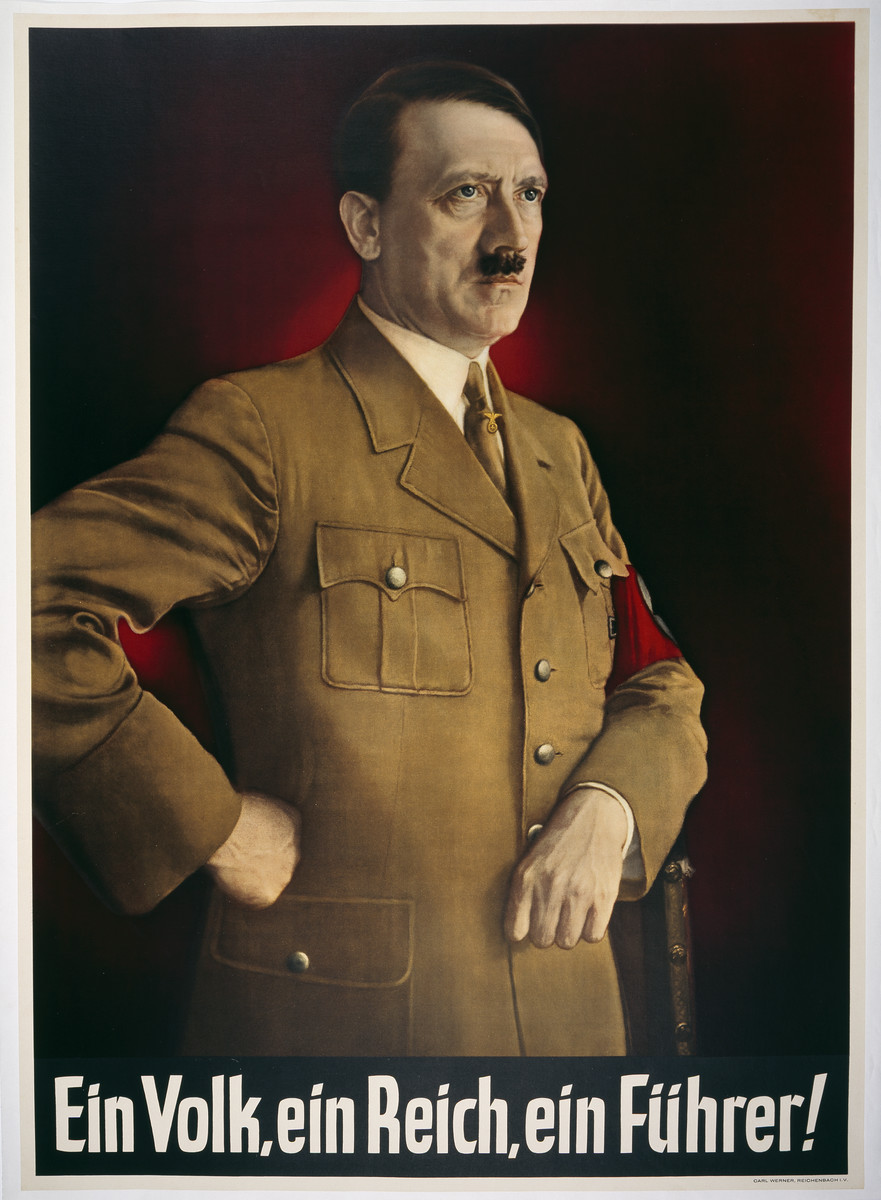
Propagandaplakat Ein Volk, ein Reich, ein Führer mit einem Gemälde von Heinrich Knirr, das auf dem auf dem Wannenrand stehenden Foto von Heinrich Hoffmann beruht

An der Wand hinter der Badewanne hängen Seifenschalen und Armaturen. Außerdem hängt der Schlauch der Dusche U-förmig herunter. Auf dem Rand der Badewanne liegt eine Bürste, links lehnt ein Foto von Adolf Hitler in Uniform an der Wand. Es wurde von Heinrich Hoffmann aufgenommen und diente als Vorlage für das Propagandaplakat Ein Volk, ein Reich, ein Führer. Hitler blickt auf dem Foto nach rechts, also in Richtung von Miller und der Skulptur auf dem Tisch. Millers Posen in der Wanne unterscheiden sich je nach Aufnahme. Allen gemeinsam ist, dass Miller sich mit einem Waschlappen zu waschen scheint. Sie blickt auf allen Fotos ernst. Miller verdeckt den Blick auf ihre Brüste unter dem Wannenrand. Auch aus dem Blickwinkel Hitlers auf seiner Fotografie sind die Brüste nicht zu sehen, da Miller einen Arm vor ihrem Körper verschränkt hat.

## Veröffentlichung
Eines der Fotos von Lee Miller in Hitlers Badewanne erschien im Juli 1945 in der britischen Ausgabe der Vogue in Lees Artikel Hitleriana. Sie beschäftigt sich darin ausführlich mit Adolf Hitlers und Eva Brauns Wohnungen. Hitlers Wohnhaus sei nichts Besonderes, in seiner Wohnung hätte auf den ersten Blick jeder leben können, der über ein mittleres Einkommen und keine Erbschaft verfüge. Ihr fehle es an Charme und Eleganz, sie habe nichts Intimes, sei aber auch nicht prachtvoll. Die Kunstwerke, an denen noch Preisschilder hingen, seien von geringer Qualität. Bei Brauns Wohnung beschreibt Miller – wie in Artikeln der Vogue über Prominente üblich – Brauns Körperpflegemittel und geht auch auf ihre Medikamente ein.
Das in der Vogue erschienene Foto

Link zum Bild

Begleitet wurde der Artikel von zehn Fotos. Eines, der brennende Berghof am Obersalzberg, wurde als Eröffnungsbild groß im vorderen Teil der Vogue abgebildet. Die anderen neun Fotos erschienen in Dreiergruppen im hinteren Teil. Das Foto von Miller in Hitlers Wanne erschien mit folgender Beschreibung: „Lee Miller, who scooped this story, luxuriates in Hitler’s bath“ („Lee Miller, die diese Geschichte aufgetrieben hat, aalt sich in Hitlers Bad“). Es wurde so klein abgedruckt, dass die Fotografie von Hitler auf dem Wannenrand kaum zu erkennen ist. Zeitgenössische Reaktionen auf das Foto von Miller in Hitlers Badewanne sind nicht bekannt. Allerdings hatte die Vogue auch keine Rubrik für Leserbriefe.

## Nachwirkung
Keines der Fotos von Lee Miller in Hitlers Badewanne scheint zu ihren Lebzeiten noch einmal veröffentlicht worden zu sein. Erst nach ihrem Tod 1977 entdeckte ihr Sohn Antony Penrose die Fotos zusammen mit anderen Negativen und Texten auf dem Dachboden ihres Hauses. Penrose veröffentlichte eines der Bilder 1985 im Buch The Lives of Lee Miller. Seitdem wurde es in zahlreichen Büchern und Ausstellungen gezeigt und nahm dabei teilweise eine zentrale Rolle ein. Es gilt als das bekannteste Foto aus Millers Zeit als Kriegsberichterstatterin. Auch im Spielfilm Die Fotografin (2024) wurde die Aufnahme der Bilder in Hitlers Badewanne mit Kate Winslet als Miller und Andy Samberg als Scherman nachgestellt.
Mitte der 1990er Jahre begann die wissenschaftliche Auseinandersetzung mit dem Motiv, wobei sie sich vor allem auf das von Penrose veröffentlichte Foto konzentrierte. Zahlreiche Wissenschaftlerinnen interpretierten das Foto und betteten es in die Kunstgeschichte ein. So heben mehrere Analysen hervor, dass das Motiv der Badenden eine lange Tradition hat. Es war auch in der Kunst im Nationalsozialismus beliebt und Teil eines Programms zur Verbreitung von Darstellungen makelloser weiblicher Körper. Ein Beispiel ist die Skulptur von Kaesbach auf dem Foto. Die von ihr gezeigte Pose des Armhebens ist dabei häufig in solchen Darstellungen anzutreffen und dient dazu, die Brüste gut zur Geltung zu bringen. Miller bricht jedoch mit diesem Motiv, da ihre Körperhaltung mehr von ihr verbirgt als sie zeigt.
Mehrfach wurde Millers Bad als Geste des Sieges über Hitler und Nazi-Deutschland gedeutet. Auch eine Art Rache für die von Hitler Verfolgten wurde in dem Bild gelesen. So wird immer wieder hervorgehoben, dass Miller den Dreck und die Asche der Verstorbenen aus dem KZ Dachau in Hitlers Wanne abwusch und auf seiner Fußmatte zurückließ. Zudem wird auf die als Duschen getarnten Gaskammern in deutschen Konzentrations- und Vernichtungslagern verwiesen. Laurie Monahan wendet jedoch ein, dass den Leserinnen der Vogue gar nicht bewusst war, dass Miller direkt aus Dachau in Hitlers Wohnung kam. Zudem zeige weder das Foto noch Millers Bericht über seine Entstehung viel vom Ruhm des Sieges und der Besetzung des feindlichen Gebietes. Millers nackter und verletzlicher Körper eigne sich kaum als Symbol für einen triumphierenden Sieger.
Laut Jutta Göner entmystifiziert das Foto Hitlers Status als Führer, wenn er am Rande seiner Badewanne zum Zuschauer degradiert wird. Sie verweist dabei auf eine Passage aus einem oft zitierten Brief Millers an die Vogue-Redakteurin Audrey Withers nach Hitlers Tod. Hitler sei für sie jahrelang nie wirklich lebendig gewesen, sondern nur ein „böses Maschinenmonster“. Erst der Kontakt zu Menschen, die ihn kannten, und der Besuch seines Hauses hätten ihn für sie weniger mythisch, aber dafür nur umso schrecklicher werden lassen. Dass er menschliche Angewohnheiten gehabt habe, lasse ihn wie einen Affen erscheinen, der einen mit seinen Gesten beschämt, da er den Menschen als Zerrbild spiegele. Laurie Monahan weist darauf hin, dass der letzte Satz dieser Textstelle selten mitzitiert werde. Miller schreibt darin „There, but for the grace of God walk I“, was etwa so viel bedeutet wie „Es hätte auch mich erwischen können“. Sie deute also an, dass jeder Mensch so wie Hitler werden könne. Monahan sieht das Foto von ihr in Hitlers Bad als Ausdruck dieser Vorstellung.
Andere Analysen konzentrieren sich auf psychoanalytische Aspekte. So bezeichnet Amy J. Lyford das Bild als „krankhaften Scherz“, den Miller als eine Art Ventil benutzt habe, um sich von den Schreckensbildern aus Dachau zu befreien. Melody Davis hingegen sieht die Fotografien als Millers Versuch, die ödipale Verehrung ihres Vaters sowie den sexuellen Missbrauch durch einen Bekannten der Familie im Alter von sieben Jahren zu verarbeiten.